# Shatakh
Shatakh is een compositie van Alan Hovhaness. Hij componeerde het zeven minuten durend werkje in 1947. Hij schreef het gedurende zijn Armeense periode. Het werkje beslaat twee delen, zonder verdere aanvullende titels. Deel één is het ingetogen stuk, deel twee is uitbundige dansmuziek. Shatakh is geschreven voor Anahid en Maro Ajemian. Shatak verwijst naar  Çatak, een district van het oude Armenië tot eind 19e eeuw, tegenwoordig Turkije.

## Discografie
- privé-uitgave: Christina Fong (viool) en Arved Ashby (piano)